# Lunggaian
Lunggaian is een bestuurslaag in het regentschap Ogan Komering Ulu van de provincie Zuid-Sumatra, Indonesië. Lunggaian telt 1725 inwoners (volkstelling 2010).